# 拿騷-烏辛根的卡羅琳
拿騷-烏辛根的卡羅琳（德語：Karoline von Nassau-Usingen，1762年4月4日—1823年8月17日），拿騷-烏辛根親王卡爾·威廉的女兒，母親是萊寧根-達格斯堡的卡羅琳·費莉齊塔。

## 家庭
1786年，卡羅琳與黑森-卡塞爾的腓特烈結婚，兩人共有5子3女：
1. 威廉（1787年—1867年）
2. 卡爾·腓特烈（1789年—1802年），早逝
3. 腓特烈·威廉（1790年—1876年）
4. 路德維希·卡爾（1791年—1800年），夭折
5. 格奧爾格·卡爾（1793年—1881年）
6. 路易絲（1794年—1881年）
7. 瑪麗（1796年—1880年），梅克倫堡-施特雷利茨大公夫人
8. 奧古斯塔（1797年—1889年），劍橋公爵夫人